# Raphitoma christfriedi
Raphitoma christfriedi é uma espécie de gastrópode do gênero Raphitoma, pertencente a família Raphitomidae.